# 합천 해인사 고불암 동조보살좌상
합천 해인사 고불암 동조보살좌상(陜川 海印寺 古佛庵 銅造菩薩坐像)은 경상남도 합천군 가야면 해인사에 있는 고려시대의 불상이다. 2010년 10월 7일 경상남도의 문화재자료 제506호로 지정되었다.

## 개요
고려후기에 청동으로 조성된 불교조각상으로,경남지역에서 조사된것은 이번이 처음의 사례이다.보관이 결실된 상태이지만 고려후기의 자비로운 미소를 띤 상호라든가 화려한 영락장식 등을 살펴볼 수 있는 귀중한 유물이며 보살좌상의 크기는 전고(全高)74cm,두고(頭高)21cm, 미폭(眉幅)28cm,구폭(朐幅)20cm,슬폭(膝幅)53cm,슬고(膝高)13cm있다.

## 참고 자료
- 해인사 고불암 동조보살좌상 - 국가유산청 국가유산포털